# Wapień bolechowicki

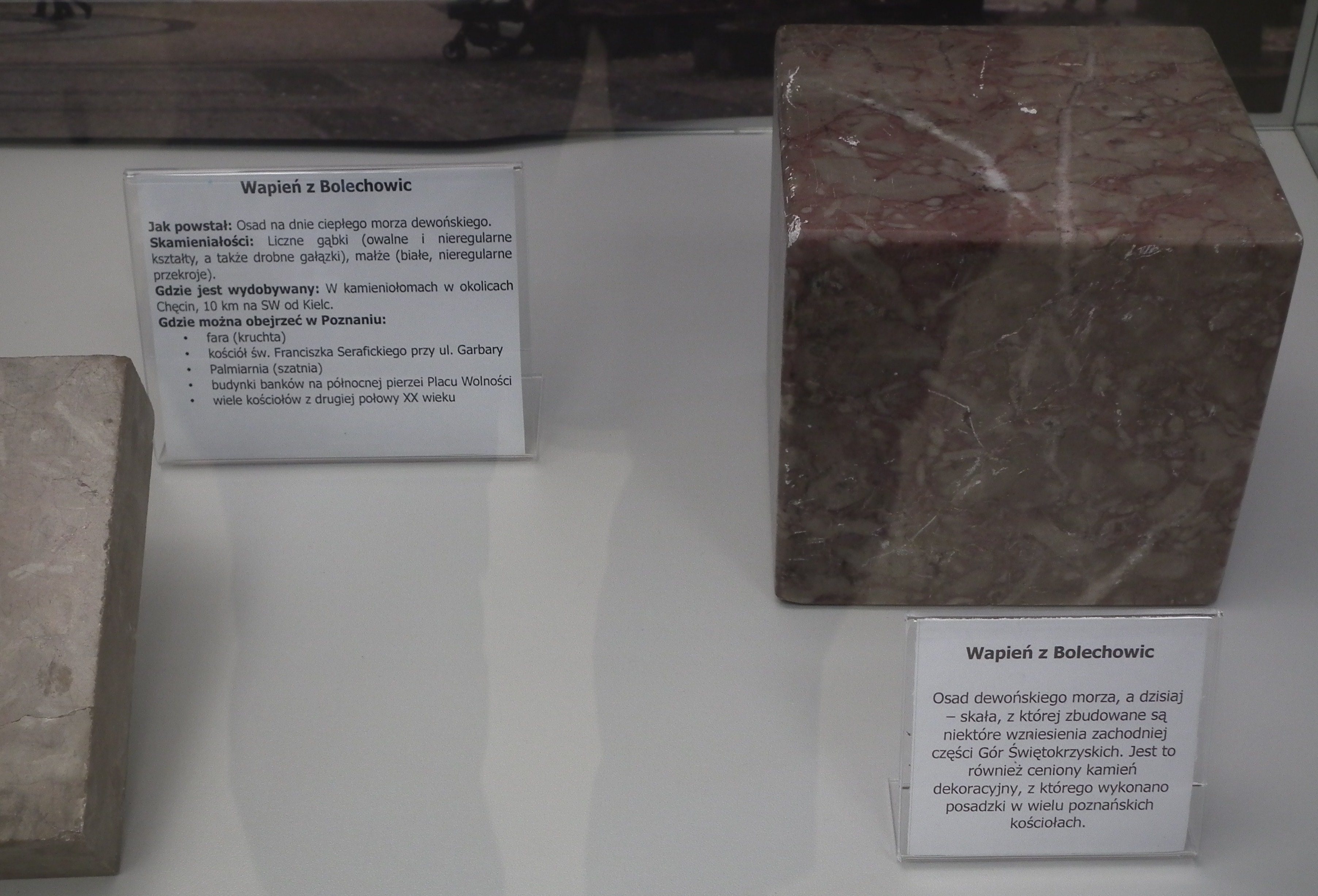

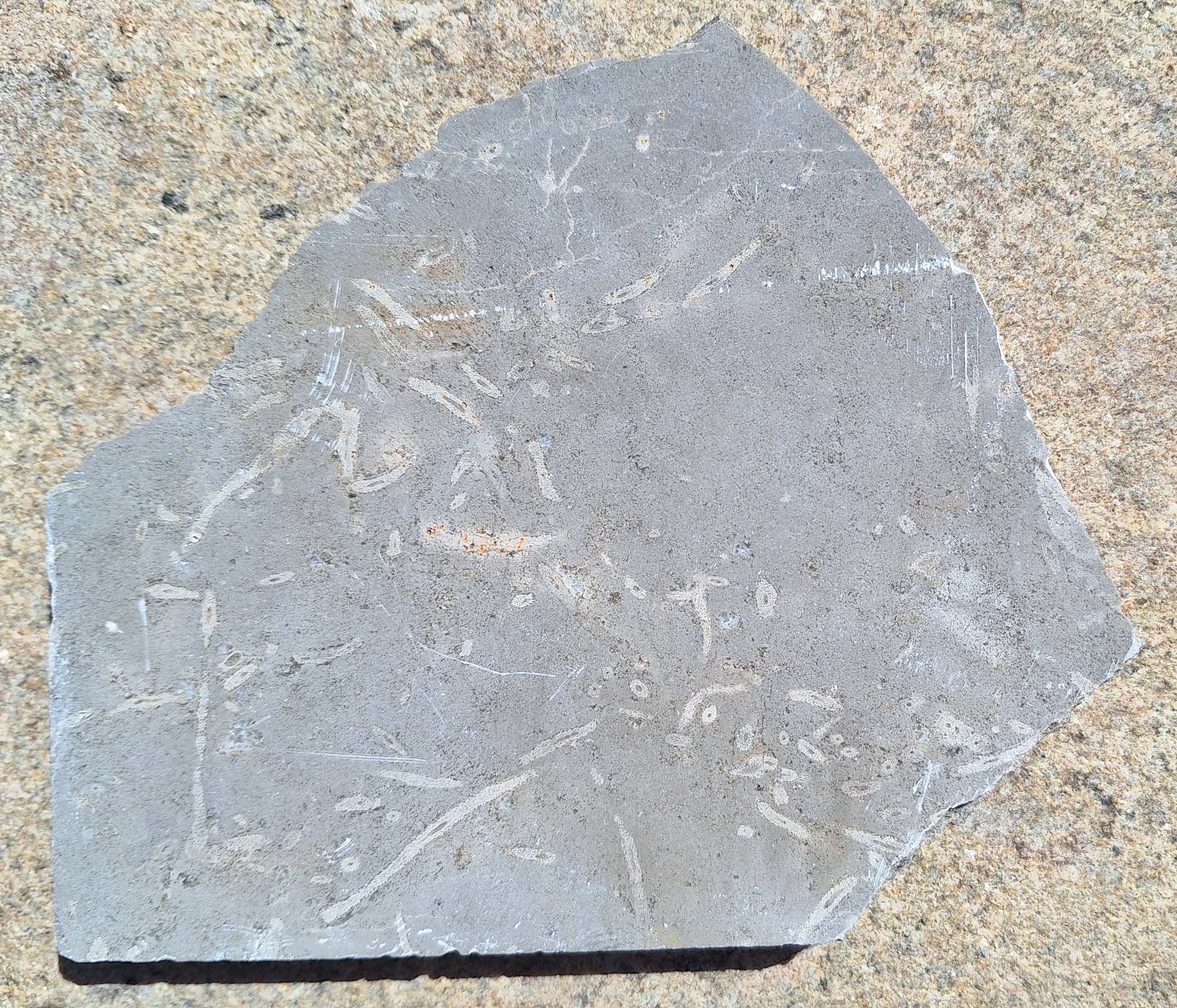
Amfipory w wapieniu bolechowickim (powierzchnia niepolerowana)

Wapień bolechowicki – górnodewoński wapień amfiporowo-laminitowy wydobywany w kilku kamieniołomach w okolicach Bolechowic, w gminie Nowiny, w powiecie kieleckim, w województwie świętokrzyskim, w Polsce. Pod względem geologicznym należy do warstw sitkówczańskich, w Górach Świętokrzyskich.
W obrocie handlowym pojawia się także jako marmur bolechowicki. Nazwa ta jest petrologicznie nieprawidłowa i związana jest z potocznym nazywaniem marmurami wapieni dających się łatwo polerować.
Ze względu na jedną z najwyższych bloczności wśród wapieni świętokrzyskich, należy do najbardziej użytecznych z nich.

## Geneza, mineralogia i paleontologia
Wapień bolechowicki powstał w płytkim i gorącym morzu podrównikowym 380 mln lat temu, w późnym dewonie, przed wypiętrzeniem się Gór Świętokrzyskich. Głównymi minerałem go budującym jest kalcyt.
W wapieniu bolechowickim występują liczne i dobrze zachowane skamieniałości. Zaliczają się do nich:
- gąbki: 
  - amfipory (Amphipora) – tworzące liczne nagromadzenia; w przekroju przecięte wzdłuż są to podłużne, o długości do kilku centymetrów skamieniałości, jeżeli amfipor przecięty jest idealnie na pół, widoczny jest jego kanał osiowy; przecięte w poprzek są zaś okrągłe, o średnicy <1 cm, z pustką w środku, będącą kanałem osiowym
  - Actinostroma, Atelodictyon, Stictostroma i inne stromatoporoidy – w przekroju owalne (bulaste) lub o nieregularnych kształtach biohermy, o średnicy od kilku do 50 centymetrów; o dużej zmienności szkieletów organizmów należących do tego samego gatunku, decydowały warunki życia
- małże Megalodon[b] – zazwyczaj barwy białej, co wyróżnia je na tle skały; posiadały zakrzywiony wierzchołek, który często jest widoczny w przekroju
- koralowce – głównie koralowce czteropromienne (Tetracoralla)
- ślimaki – głównie Lexonema[1][3]

Koralowce, ślimaki i szczątki innych zwierząt (m.in. liliowców i ramienionogów) oraz glonów są zdecydowanie mniej liczne niż skamieniałości gąbek i małży.
Skamieniałości są często zachowane w pozycji wzrostu lub w niewielkim stopniu redepozycji.

## Cechy fizyczne
Wapień bolechowicki łatwo daje się polerować. Po wypolerowaniu jest barwy od bordowo- przez szaro- do kawowobrązowej, niekiedy z różowawymi wtrąceniami, z wyróżniającymi się kolorystycznie skamieniałościami. Przecinają go białe i biało-różowe żyły kalcytu.
Parametry techniczne:
- gęstość 2,69 g/cm³
- nasiąkliwość 1,14%
- wytrzymałość na ściskanie 138 MPa
- ścieralność 0,38 cm[5]

## Historia
Eksploatację wapienia bolechowickiego rozpoczęto w 1578. Najstarsze znane zabytki wykonane z tego materiału pochodzą z przełomu XVI i XVII w. Od 1876 eksploatowany jest nieprzerwanie do dziś. W XX w. chętnie wykorzystywany był w budownictwie, także monumentalnym. Szczyt wydobycia przypada na lata 60. i 70. XX w., gdy eksploatowano 600 m³ bloków rocznie, nie licząc skał przeznaczonych na kruszywo i kamień łamany. Wydobywany jest również współcześnie, głównie na kruszywo i kamień łamany; w ofercie są jednak także bloki. Kamień bloczny obecnie wykorzystywany jest głównie w pracach konserwatorskich i rewitalizacyjnych.

## Zastosowanie

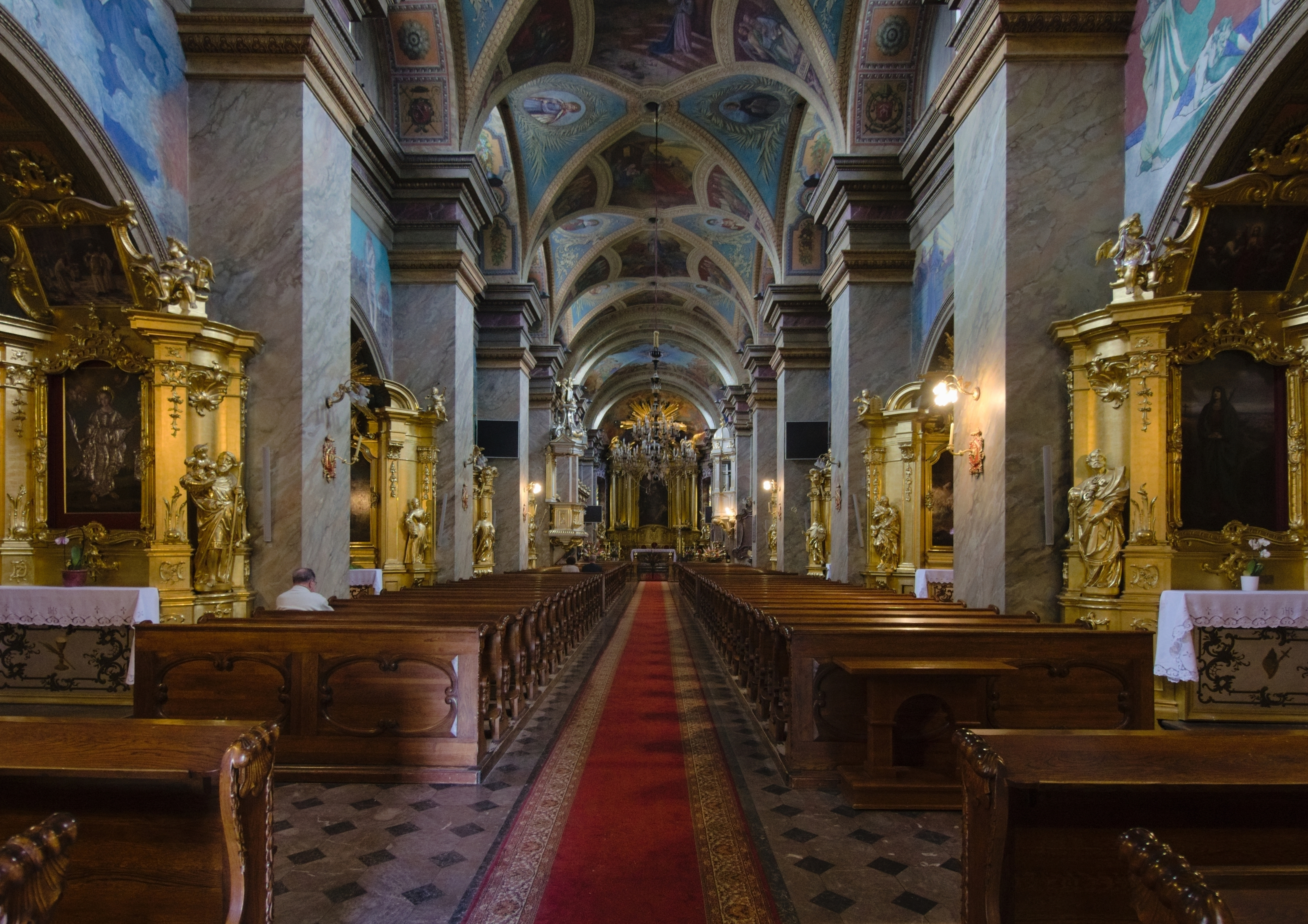
posadzka w katedrze w Kielcach (brązowe płytki)

nagrobek Kossakowskiego w katedrze w Łomży z XVII w.

Wapień bolechowicki stosuje się w budownictwie jako kamień ozdobny, zazwyczaj wewnątrz budynków. Na zewnątrz nie jest chętnie stosowany, gdyż jego poler zanika pod wpływem warunków atmosferycznych.

### Przykłady zastosowania
Elementy wykonane z wapienia bolechowickiego można odnaleźć w całej Polsce. Wybrane obiekty, w których wykorzystany był wapień bolechowicki:
- Chęciny - kościół św. Bartłomieja Apostoła - ołtarz Kaplicy Trzech Króli
- Częstochowa - Pałac Ślubów - okładziny ścian i filarów
- Kielce:
  - Pałac Biskupów Krakowskich
  - katedra Wniebowzięcia Najświętszej Maryi Panny - okładziny ścian i posadzka
  - Państwowy Instytut Geologiczny-Oddział Świętokrzyski - okładziny kolumn[2]
- Kraków:
  - budynek A-0 Akademii Górniczo-Hutniczej - parapety i ławki
  - budynki D-1 i B-6 Akademii Górniczo-Hutniczej[4]
  - gmach Pocztowej Kasy Oszczędności - posadzka i kontuary kas[4]
  - Muzeum Narodowe - posadzka[4]
  - gmach główny Uniwersytetu Komisji Edukacji Narodowej - posadzka[4]
- Łomża - katedra św. Michała Archanioła - nagrobek Franciszka Nikodema Kossakowskiego
- Poznań:
  - budynek oddziału 1 PKO BP - balustrady, podstopnice, obłożenie ścian
  - bazylika farna - kruchta
  - kościół św. Franciszka Serafickiego
  - palmiarnia - szatnia
- Warszawa:
  - kościół św. Kazimierza - ołtarz
  - Dom Pod Orłami
  - gmach Banku Gospodarstwa Krajowego - okładziny ścian
  - Wydział Chemii Uniwersytetu Warszawskiego
  - Muzeum Geologiczne Państwowego Instytutu Geologicznego–Państwowego Instytutu Badawczego
  - kościół Wszystkich Świętych - aspersoria[3]